# Гэллимор, Стэнли
Стэ́нли Хью Гэ́ллимор (англ. Stanley Hugh Gallimore; 14 апреля 1910 — сентябрь 1994) — английский футболист, нападающий.

## Биография
Родился в Баклоу Хилл, Чешир. Выступал за «Уиттон Альбион». В 1929 году стал игроком «Манчестер Юнайтед». Дебютировал в основном составе 11 октября 1930 года в матче Первого дивизиона против «Вест Хэм Юнайтед» на «Болейн Граунд». 1 ноября того же года забил свой первый гол за клуб в матче против «Бирмингем Сити». В этом матче «Манчестер Юнайтед» удалось прервать серию из 14 поражений подряд, которая началась 26 апреля 1930 года.
Всего провёл в составе «Манчестер Юнайтед» четыре сезона, сыграв в 76 матчах, и забил 20 мячей.
В июне 1934 года перешёл в «Олтрингем». Впоследствии также играл за клуб «Нортуич Виктория».